# رافائيل باينا غونزاليس
رافائيل باينا غونزاليس (بالإسبانية: Rafael Baena) مواليد 7 نوفمبر 1982 في إستبة، هو لاعب كرة يد إسباني يلعب كمحور. مثل منتخب إسبانيا لكرة اليد.

## سجل المنافسة
شارك في البطولات التالية:
- بطولة أوروبا لكرة اليد للرجال 2016

## روابط خارجية
- رافائيل باينا غونزاليس على موقع الاتحاد الأوروبي لكرة اليد (الإنجليزية)